# Archezoa
Archezoa е таксон с ранг на царство, използван за категоризиране на част от екуариотите. Той е прилаган от различни автори с различен обхват.
Таксонът е описан за пръв път от Максимилиан Перти през 1852 година.